# كالفرت تشارلتون ميلر
كالفرت تشارلتون ميلر هو قاضي وسياسي كندي، ولد في 3 سبتمبر 1899، وتوفي في 1 يوليو 1978. حزبياً، نشط في الحزب الكندي التقدمي المحافظ. وقد انتخب عضو مجلس العموم الكندي.